# جسر ماجلان
جسر ماجلان (بالإنجليزية: Magellanic Bridge (MBR)) هو تيار من الهيدروجين المحايد يربط بين سحابتا ماجلان الكبرى والصغرى.ويوجد عدد قليل من النجوم المعروفة داخل جسر ماجلان. ولا ينبغي الخلط بينه وبين تيار ماجلان ، الذي يربط سحب ماجلان بمجرة درب التبانة. اكتشف جسر ماجلان في عام 1963 من قبل جي.في. هيندمان وآخرون .
يتحوي جسر ماجلان على تيار مستمر من النجوم يمتد لمسافة 43.000 سنه ضوئية ويربط بين سحابتا ماجلان الكبرى والصغرى هذا الجسر النجمي أكثر تركيزا في الجزء الغربي وهناك نوعان من الكتل الكثيفة الرئيسية واحدة بالقرب من سحابة ماجلان الصغرى والأخرى في منتصف الطريق بين سحابتا ماجلان الكبرى والصغرى.